# Кіт Керл
Кіт Керл (англ. Keith Curle, нар. 14 листопада 1963, Бристоль) — англійський футболіст, що грав на позиції півзахисника. По завершенні ігрової кар'єри — тренер. У 2022—2023 роках очолював тренерський штаб команди «Гартлпул Юнайтед». Відомий за виступами за клуби «Вімблдон» і «Манчестер Сіті», а також у складі національної збірної Англії.

## Клубна кар'єра
Кіт Керл народився 1963 року в місті Бристоль. Розпочав займатися футболом у школі клубу «Бристоль Роверс». У професійному футболі дебютував у 1981 році в основній команді того ж клубу, в якій грав до 1983, взявши участь у 32 матчах чемпіонату.
У 1983 році футболіст перейшов до складу клубу «Торкі Юнайтед», в якому грав до 1984 року, після чого перейшов до складу клубу «Бристоль Сіті». У 1987 році Керл став гравцем клубу «Редінг», а наступного року перейшов до «Вімблдона», який тоді називали «божевільною бандою», та грав у клубі з лондонського передмістя до 1991 року.
Своєю грою за останню команду Кіт Керл привернув увагу представників тренерського штабу клубу «Манчестер Сіті», до складу якого приєднався 1991 року. У складі команди з Манчестера Керл грав до 1996 року, та більшість часу, проведеного у складі «Манчестер Сіті», був основним гравцем команди Прем'єр-ліги.
У 1996 році Керл перейшов до складу клубу «Вулвергемптон», в якому грав до 2000 року. У 2000—2002 роках він грав у складі «Шеффілд Юнайтед», а пізніше кілька місяців у 2002 році грав у складі «Барнслі».
У 2002—2005 роках Кіт Керл був граючим головним тренером у команді «Менсфілд Таун», після чого завершив кар'єру гравця.

## Виступи за збірні
З 1991 по 1992 рік Кіт Керл грав у складі другої збірної Англії. У складі цієї команди провів 4 матчі. У 1992 році Керл дебютував у складі національної збірної Англії. У складі збірної був учасником чемпіонату Європи 1992 року у Швеції, на якому зіграв 1 матч, після чого до складу національної збірної не залучався. Загалом протягом кар'єри в національній команді провів у її формі 3 матчі, в яких забитими м'ячами не відзначився.

## Кар'єра тренера
Кіт Керл розпочав тренерську кар'єру 2002 року, ставши граючим тренером клубу «Менсфілд Таун», де пропрацював з 2002 по 2005 рік. У 2005—2006 роках колишній півзахисник очолював клуб «Честер Сіті». У 2007 році Керл очолював клуб «Торкі Юнайтед». У 2007—2012 роках він входив до складу тренерського штабу клубів «Крістал Пелес» та"КПР".
У 2012 році Керл став головним тренером команди «Ноттс Каунті», де працював до кінця 2013 року. У 2014—2018 роках колишній футболіст очолював команду «Карлайл Юнайтед». У 2018—2021 роках він очолював «Нортгемптон Таун», а в кінці 2021 року перейшов на роботу головним тренером клубу «Олдем Атлетик».
У 2022 році Кіт Керл очолив клуб «Гартлпул Юнайтед», у якому працював до 2023 року.